# Cofilina
Le cofiline sono una famiglia di molecole proteiche che si legano alle subunità di actina nella forma polimerizzata, agendo in modo tale da aumentare lo stress meccanico e mediare così la rottura del filamento, quindi la depolimerizzazione.